# نجم ثنائي HD 139139
من المحتمل أن يكون النظام الثنائي HD 139139 (المعروف أيضًا باسم EPIC 249706694 ) جزءًا من نظام نجمي يعرّف بأنه زوج مقيد من نجوم التسلسل الرئيسي على بعد حوالي 350 سنة ضوئية (110 فرسخ نجمي) من الأرض في كوكبة الميزان . هذا النجم الثنائي HD 139139 يتكون من نجم تسلسل رئيسي من النوع G ، أكبر قليلاً وأكثر إضاءة من الشمس ، وفي درجة حرارة مطابقة تقريبًا. له شدة لمعان بقدر ظاهري 9.8. يُعتقد أن النجم المرافق هو قزم أحمر K5-7 يبعد عن النجم الواضح HD 139139 بمقدار 3 دقيقة قوسية. إنه خافت بمقدار 3 قدر ظاهري تقريبًا ،وتتراوح درجة حرارته بين 4100 و 4300 . كلا النجمين لهما حركة مناسبة مماثلة ، مما يعني أنهما قد يشكلان زوجًا ثنائيًا مرتبطًا بالجاذبية بينهما.

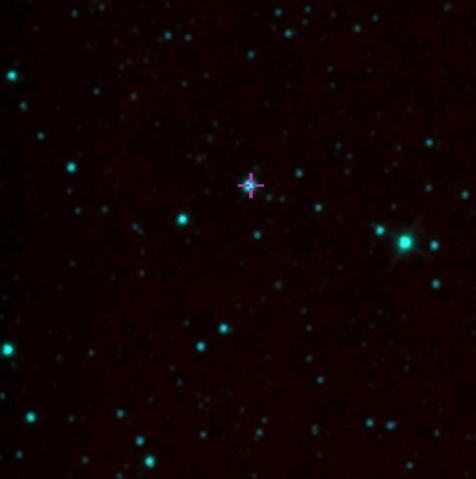
حقل النجوم المحيطة بالنطام الثنائي
HD 139139
، اتساع الصورة 20.

يُظهر الثنائي HD 139139 انخفاضًا في السطوع مشابهًا لتلك الناجمة عن عبور الكواكب الشبيهة بالأرض . تبين مشاهدات أجريت بـ تلسكوب كيبلر الفضائي 28 انخفاضًا في سطوعها خلال فترة 87 يومًا (23 أغسطس - 20 نوفمبر 2017). لا يبدو أن الانخفاضات دورية كما هو متوقع إذا كانت بسبب كواكب عابرة .
من غير المعروف أي من النجمين ينتج أحداث التعتيم. تشمل التفسيرات المحتملة التي تم التحقيق فيها الكواكب التي تعبر نجمًا ثنائيًا ، والكواكب التي تعترض مدارات بعضها البعض فتنتج اختلافات كبيرة في توقيت العبور ، وكواكب متحللة ، أو كويكبات كبيرة تنتج الغبار ، أو بقع شمسية قصيرة العمر. وفقًا لأندرو فاندربيرج ، أحد الباحثين في الدراسات الأساسية ، "في علم الفلك لدينا تاريخ طويل من عدم فهم شيء ما ، واعتقادنا بأنها أجرام كونية ، ثم اكتشفنا لاحقًا أنها شيء آخر. . . الاحتمال كبير جيدا أن يكون هذا النظام واحد أخر من هؤلاء. "

## الخلفية
تم تحديد HD 139139 على أنه غير عادي من قبل مجموعتين مستقلتين من هواة علم الفلك (العلماء المنتسبين) الذين يعملون بالتعاون مع علماء الفلك المخضرمين. "لكن بعض هذه الأنماط معقدة للغاية بحيث يتعذر على أجهزة الكمبيوتر اكتشافها ؛ كما يقوم العلماء المنتسبون المتطوعون بالبحث في كتالوج كبلر ، مستخدمين التفكير العقلي للكشف عن إشارات مفاجئة. في ربيع عام 2018 اتصل بعض علماء الفلك العاديين بفاندربيرغ وأخبروه أن يفحص النجم HD 139139 بدقة أكبر ، وهو نجم شبيه بالشمس على بعد 350 سنة ضوئية تقريبًا. "
إن HD 139139 هو أحد الأنظمة التي تبلغ 0.5٪ من النجوم في السماء التي يمكنها رؤية عبور الأرض (أي في مكان يمكنه رؤية عبور الأرض أمام الشمس) ، وفقًا لأندرو فاندربيرغ. "سيكون معامل تأثير العبور قريبًا من 0.9 ، لذا يمكنهم بالكاد رؤيتنا - ستكون مدة العبور حوالي 40٪ فقط من المدة التي نتوقعها لنقل سريع تمامًا."

## أنظر أيضا
- نجمة تاببي
- قائمة النجوم التي لها فترات تعتيم غير معتادة
- نجم ثنائي GRS 1915 + 105

## روابط خارجية
- كتالوج EPIC في MAST
- Video (8:57): HD 139139 summary & related على يوتيوب
- Video (30:36): The Mysterious Star HD 139139 with Dr. Andrew Vanderburg على يوتيوب
- فيديو (1:00): ملخص HD 139139 / كجم
- لماذا أصبح "Random Transiter" الآن أكثر النجوم غموضًا في Galaxy 29 يونيو 2019